# جایر لینچ
جایر لینچ (انگلیسی: Jair Lynch؛ زادهٔ ۲ اکتبر ۱۹۷۱) ژیمناست هنری سابق اهل ایالات متحده آمریکا است.
وی در مسابقات کشوری و بین‌المللی در مجموع برندهٔ ۱ مدال نقره شده‌است.